# Sarah Villiers, Countess of Jersey

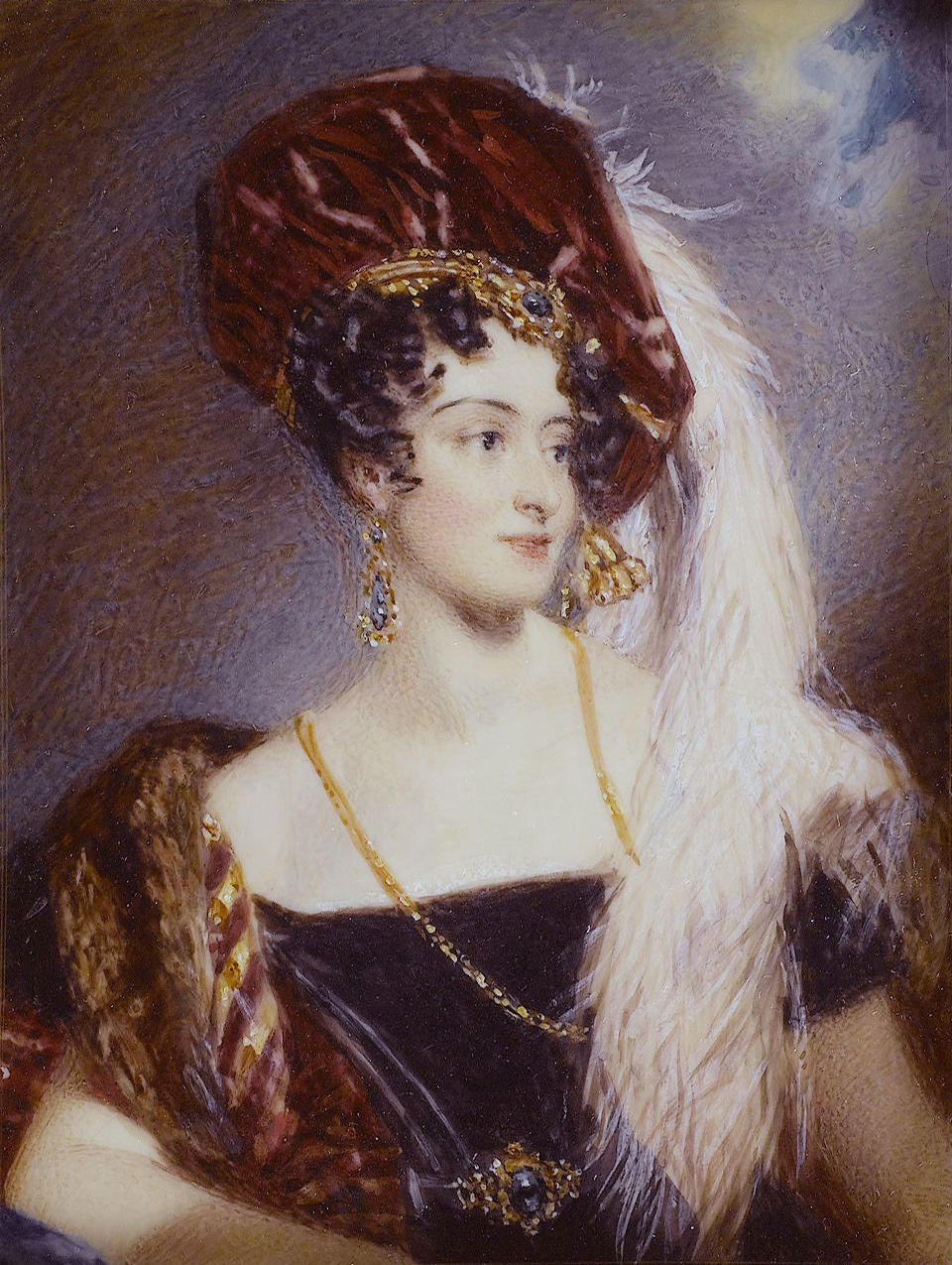
Sarah Villiers, Countess of Jersey, gemalt von Alfred Edward Chalon

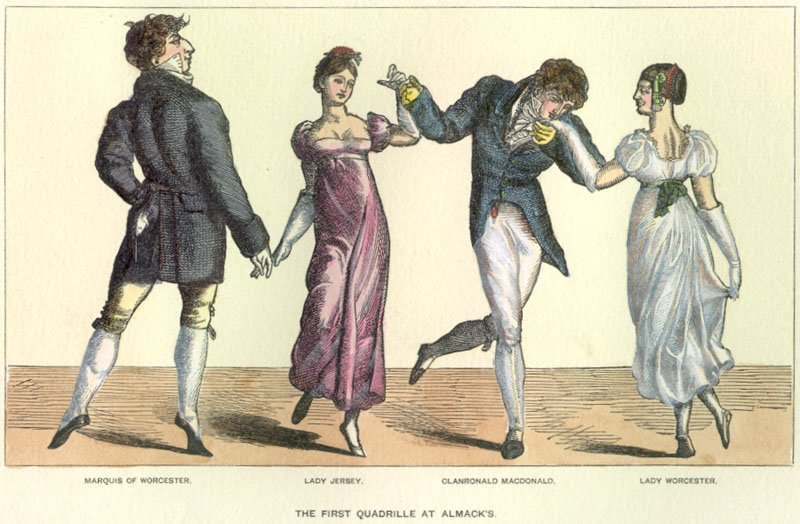
Die erste Quadrille bei Almack’s, Zeichnung mit Lady Jersey (2.v.l.)

Sarah Sophia Child Villiers, Countess of Jersey (geborene Fane, * 4. März 1785; † 26. Januar 1867 in London) war eine britische Adlige.

## Lebenslauf
Sarah Fane, genannt Sally, war die älteste Tochter von John Fane, 10. Earl of Westmorland und dessen Frau Sarah Anne Child. Ihre Mutter war das einzige Kind von Robert Child, dem Hauptanteilseigentümer der Bank Child & Co. Dieser hatte versucht, die Beziehung zu unterbinden, weshalb Sarah Fanes Eltern 1782 nach Gretna Green geflohen waren, um dort zu heiraten. Daraufhin hatte Child sein Testament geändert und festgelegt, dass die älteste Tochter oder der älteste Sohn des Paares sein Vermögen erhalten solle. Er wollte auf jeden Fall verhindern, dass sein Schwiegersohn in den Genuss des Geldes kam. Dieses Testament trat schon vor Sarah Fanes Geburt in Kraft, so dass sie als reiche Frau geboren wurde. Sarah Fane erbte den Familiensitz Osterley Park und wurde Hauptinhaberin der Bank.
1804 heiratete Sarah Fane George Villiers, 5. Earl of Jersey, der seinen Familiennamen mit königlicher Erlaubnis zu „Child-Villiers“ ergänzte. Ihre Schwiegermutter Frances Villiers, Countess of Jersey war eine der bekanntesten Mätressen von König Georg IV., als dieser noch Prince of Wales war. Ihre Schwester Maria heiratete John Ponsonby, Viscount Duncannon, einen Bruder von Caroline Lamb. 
Lady Jersey war eine der Patronessen von Almack’s und damit eine der tonangebenden Personen in der Londoner High Society der Regency-Epoche. Bezugnehmend auf ihre stadtbekannte Redseligkeit bekam sie den Spitznamen Silence. Ein Zeitzeuge schrieb über sie in seinen Erinnerungen:

„Lady Jersey's Benehmen [...] war das einer Tragödienkönigin aus dem Theater. Während sie versuchte, erhaben zu wirken, machte sie sich selbst lächerlich, da sie unfassbar rüde war und ihre Manieren von schlechter Erziehung zeugten.“

Ein anderer Zeitgenosse wiederum beschrieb sie als „liebenswert, politikinteressiert, sprachlich gewandt“ sowie als eine „flotte, intelligente“ Frau „mit dem größten Sinn von Humor, den ich je bei einer Frau gesehen habe“.
Sarah Jersey überlebte nicht nur ihren Ehemann, sondern auch sechs ihrer Kinder und starb 1867 in ihrem Stadthaus am Berkeley Square 38 in der City of Westminster, Middlesex, die heute zu London gehört. Als Zenobia wurde sie in Benjamin Disraelis Roman Endymion verewigt.

## Politische Aktivitäten
Viele Jahre lang war Lady Jersey eine begeisterte Anhängerin der Whigs. Ebenso leidenschaftlich setzte sie sich für das Anliegen von Caroline, der Princess of Wales, ein, als der damalige Prince of Wales 1820/1821 versuchte, sich per Gesetz seiner Frau zu entledigen. Lady Jersey selbst wurde daraufhin persönlich von der königstreuen Zeitschrift John Bull angegriffen, was zu einer Klage vor Gericht führte. Gegen Ende der 1820er Jahre änderte sie ihre politische Ausrichtung und unterstützte fortan die Politik der Torys unter Wellington und Peel. In den 1840er Jahren schwand ihr politischer Einfluss, und sie wurde von anderen Salondamen überflügelt, speziell von ihrer alten Rivalin Emily Lamb, Lady Cowper, der Ehefrau des Premierministers Lord Palmerston.

## Kinder
Lady Jersey und ihr Ehemann George Child-Villiers hatten sieben Kinder:
- George Child-Villiers, 6. Earl of Jersey (1808–1859)
- Hon. Augustus John Villiers (1810–1847), ⚭ Hon. Georgiana Elphinstone, Tochter von George Elphinstone, 1. Viscount Keith.
- Hon. Frederick William Child Villiers (1815–1871), ⚭ Lady Elizabeth Maria van Reede, Tochter des 7. oder 8. Earl of Athlone.
- Hon. Francis John Robert Child Villiers (1819–1862)
- Lady Sarah Frederica Caroline Child Villiers (1822–1853), ⚭ Nikolaus III. Esterházy de Galantha
- Lady Clementina Augusta Wellington Child Villiers (1824–1858)
- Lady Adela Corisande Maria Child Villiers (1828–1860)